# Taurocerastes patagonicus
Taurocerastes patagonicus es una especie de coleóptero de la familia Geotrupidae.

## Distribución geográfica
Habita en Sudamérica.